# Tom Jork
Tomas Edvard Jork (engl. Thomas Edward Yorke; Velingboro, Northemptonšir, 7. oktobar 1968) engleski je muzičar. Frontmen je, pjevač i glavni autor pesama alternativne rok grupe Radiohead. Kao pjevač, Jork je preopznatljiv po svom karakterističnom glasu tenora, čestoj upotrebi falseta i sposobnosti da pjeva u širokom notnom rasponu. Iako najčešće svira gitaru i klavir, umije da svira i bubnjeve i bas-gitaru, što je i pokazao tokom snimanja albuma Kid A i Amnesiac albuma. U julu 2006. izdao je svoj debitantski solo album The Eraser.
Jork se često proglašava jednom od najuticajnijih ličnosti u muzičkoj industriji; 2002. godine magazin Kju je Jorka naveo kao šestu najuticajniju ličnost u muzici, dok je Radiohead 2005. rangiran na 73. mjesto u Roling stounovom spisku 100 najvećih umjetnika svih vremena.

## Solo diskografija

### Studijski albumi
- (2006)
- (2014)
- (2019)

### Saundtrek albumi
- (2018)

### Remiks albumi
- (2008)

## Nagrade i nominacije
- Nagrada Merkjuri

| Godina | Kategorija   | Nominovano delo | Ishod      |
| ------ | ------------ | --------------- | ---------- |
| 2006.  | Album godine |                 | Nominacija |

- Nagrade Gremi

| Godina | Kategorija                         | Nominovano delo | Ishod      |
| ------ | ---------------------------------- | --------------- | ---------- |
| 2007.  | Najbolji album alternativne muzike |                 | Nominacija |
| 2019.  | Najbolji album alternativne muzike |                 | Nominacija |

## Nastupi u Srbiji
| Datum         | Mesto    | Prostor                 | Napomene                             | Izv.        |
| ------------- | -------- | ----------------------- | ------------------------------------ | ----------- |
| 13. jul 2013. | Novi Sad | Petrovaradinska tvrđava | sa grupom Atoms for Peace, u okviru festivala Egzit | [ 7 ] [ 8 ] |

## Spoljašnje veze
- Tom Jork na sajtu Diskogs
- Tom Jork na sajtu Jutjub
- Tom Jork na sajtu Instagram